# Casa Asilo de San Andrés de Palomar
La Casa Asilo de San Andrés de Palomar (Casa Asil de Sant Andreu en catalán) es una fundación privada fundada en 1866 en San Andrés de Palomar (hoy distrito de San Andrés de Barcelona) por la religiosa Anna Maria Janer Anglarill, fundadora también de la congregación de religiosas Sagrada Familia de Urgel, cuando durante una estancia vio que una epidemia de cólera había dejado mucha gente mayor desamparada por la muerte de los jóvenes de sus familias.
Se instaló en una casa llamada El Salí (el salino) de la calle de Tramontana (hoy llamada calle Grande de San Andrés) y posteriormente fue trasladada a los terrenos de una antigua fábrica de cerámica de la calle de Santa Ana (hoy calle de Agustí Milà). Se constituyó un Patronato formado por personas representativas del Municipio y representantes del Ayuntamiento de San Andrés de Palomar, bajo la presidencia del rector de la Parroquia San Andrés de Palomar, padre Pere Xercavins. En 1879 se abrió un colegio en los locales anejos.
- Datos: Q11912685